# Gianfranco Bartolini
Gianfranco Bartolini (n. 17 ianuarie 1927, Fiesole, Toscana, Italia – d. 10 octombrie 1992, Florența, Italia) a fost un politician italian, președinte al Toscanei (1983–1990).